# Pădurea Crăiasca
Pădurea Crăiasca este o arie protejată de interes național ce corespunde categoriei a IV-a IUCN (rezervație naturală de tip forestier), situată în județul Maramureș, pe teritoriul administrativ al comunei Ocna Șugatag.

## Localizare
Aria naturală se află în partea central-nordică a județului Maramureș în nordul Munților Gutâi (grupă muntoasă a Carpaților Maramureșului și Bucovinei, aparținând de lanțul muntos al Carpaților Orientali) pe teritoriul nord-vestic al satului Ocna Șugatag, în imediata apropiere a drumului național DJ109F, care leagă municipiul Sighetu Marmației de orașul Cavnic.

## Descriere
Rezervația naturală a fost declarată arie protejată prin Legea Nr. 5 din 6 martie 2000 publicată în Monitorul Oficial al României Nr. 152 din 12 aprilie 2000 (privind aprobarea planului de amenajare a teritoriului național - Secțiunea a III-a -  arii protejate) și se întinde pe o suprafață de 44 hectare.
Aria naturală reprezintă o zonă împădurită, cu rol de protecție pentru arboret de gorun (Qercus petrea) și larice (Larix decidua), care vegetează în asociere cu specii de stejar pendunculat (Quercus robur cu vârste de cca. 140 de ani), tei (Tilia) și carpen (Carpinus betulus).

## Atracții turistice

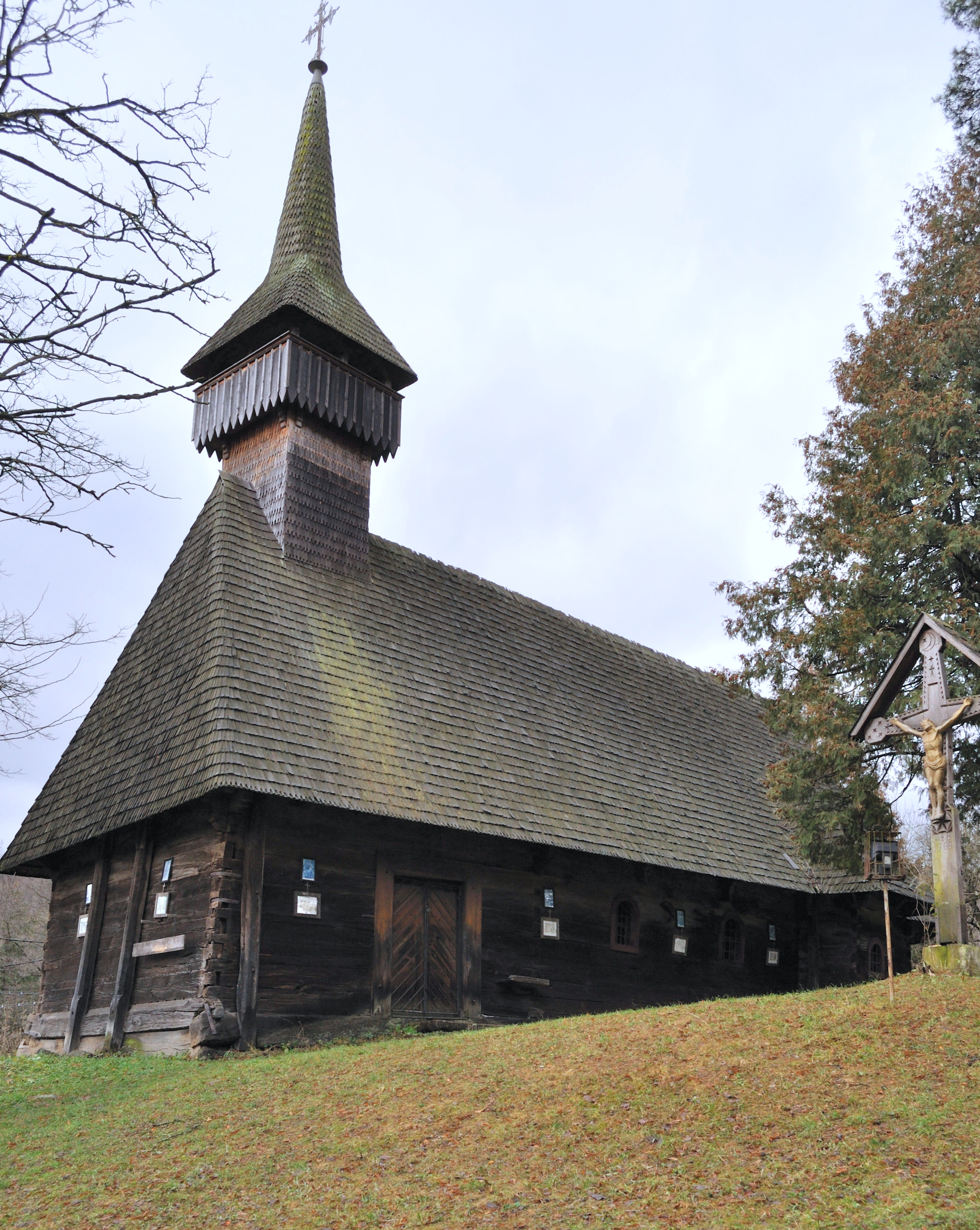
Biserica de lemn din Breb

În vecinătatea rezervației naturale se află mai multe obiective de interes turistic (lăcașuri de cult, monumente istorice, arii protejate, zone naturale), astfel:
- Biserica de lemn din Breb cu hramul „Sfinții Arhangheli Mihail și Gavriil”. Lăcașul de cult a fost construită în anul 1622 și figurează pe lista monumentelor istorice
- Biserica de lemn „Cuvioasa  Paraschiva” din Sat Șugatag, construcție 1642, monument istoric[6].
- Biserica de lemn din Hoteni (monument istoric) cu hramul „Sfinții Arhangheli Mihail și Gavril” a fost construită în anul 1790, în satul Slatina din Ucraina de azi, de unde a fost adusă în satul Hoteni după 1895
- Rezervația naturală Lacul Morărenilor (20 ha)
- Munții Igniș